# Acrodon deminutus
Acrodon deminutus là một loài thực vật có hoa trong họ Phiên hạnh. Loài này được Klak mô tả khoa học đầu tiên năm 2003.